# Hats Off to the Bull
Hats Off to the Bull (с англ. — «Снимаю шляпу перед Быком») — шестой студийный альбом американской рок-группы Chevelle, выпущенный 6 декабря 2011 года лейблом Epic Records.
Альбом дебютировал на 20-м месте в чарте Billboard 200 и за первую неделю продаж разошёлся тиражом 43 000 копий. В США альбом разошёлся общим тиражом 239 000 копий. Первым синглом с альбома стала песня «Face to the Floor», которая заняла 3-е место в Billboard’s Rock songs chart. Песня «Hats Off to the Bull» была выпущена 16 февраля 2012 года.

## Предыстория и запись
Пит Лоффлер, говоря об альбоме в интервью для Artistdirect, упомянул о трудностях, с которыми он столкнулся при написании песен. Он сказал, что прочитал много книг, и привёл в пример Билли Коргана из The Smashing Pumpkins, который, по его словам, «постоянно переписывает их и старается не рифмовать слишком много».
В интервью для Artistdirect Пит также сказал, что они с Бернардини «подсели» на Стэнли Кубрика, отметив, что «Сияние» — один из фильмов, которые они записывали и смотрели в конце вечера в гастрольном автобусе, но добавил, что нашёл в нём юмор и что он также посмотрел все фильмы из серии «Звёздный путь» подряд.
Джо Баррези, спродюсировавший альбом Hats Off to the Bull, сказал о нём следующее: 

Вместо того, чтобы просто придерживаться проверенной формулы, они сознательно попытались включить новые звуки и текстуры в свои фирменные безупречные гимны. В результате Hats Off to the Bull стал одним из самых заразительных и впечатляющих альбомов группы на сегодняшний день.

## Концепция и темы
Бык на обложке и в названии отсылает к поддержке аутсайдеров и выступает против жестокого обращения с животными. Пит Лоффлер, питающий отвращение к корриде, описал темы альбома в интервью: 

«Face to the Floor» — это новый сингл, и он получил очень хорошие отзывы, так что нам это нравится. В новом альбоме много энергии и эмоций. Мы записали его с Джо Баррези, Злым Джо, который на протяжении многих лет создавал наши любимые записи, так что работать с ним было действительно здорово. Без него мы бы не смогли записать этот альбом. Название альбома — Hats Off to the Bull. Не знаю, видели ли вы когда-нибудь корриду, но это довольно жестокое зрелище. С возрастом я всё больше помогаю таким организациям, как ASPCA, и предотвращаю жестокое обращение с животными. В альбоме есть песня с таким же названием, и я надеюсь, что она станет следующим синглом, потому что это тяжёлая агрессивная песня, которую здорово играть вживую.

### Песни
В песне «Face to the Floor» упоминается Берни Мейдофф (строчка «Clever, Madoff») — бывший председатель фондовой биржи NASDAQ и основатель компании Bernard L. Madoff Investment Securities LLC. Мейдофф печально известен тем, что организовал крупнейшую в мировой истории финансовую пирамиду. В настоящее время Мейдофф отбывает 150-летний срок в федеральной тюрьме и должен выплатить около 65 миллиардов долларов. По словам участников группы, это «взбешённая, гневная песня о людях, которые попали в ловушку финансовой пирамиды, которой Берни Мейдофф пользовался все эти годы».
Песня «Clones» затрагивает критику в адрес группы за то, что она слишком похожа на Tool, но при этом говорит, что речь идёт о «дерьме, которое получаешь от коллег и людей, говорящих, что ты копируешь кого-то другого», и что эта песня отсылает к его юности, а также к другому треку. Группа также заявила, что «Clones» кажется уместной на Point #1, задаваясь вопросом, было ли это негативным или позитивным направлением.

## Выпуск и продвижение

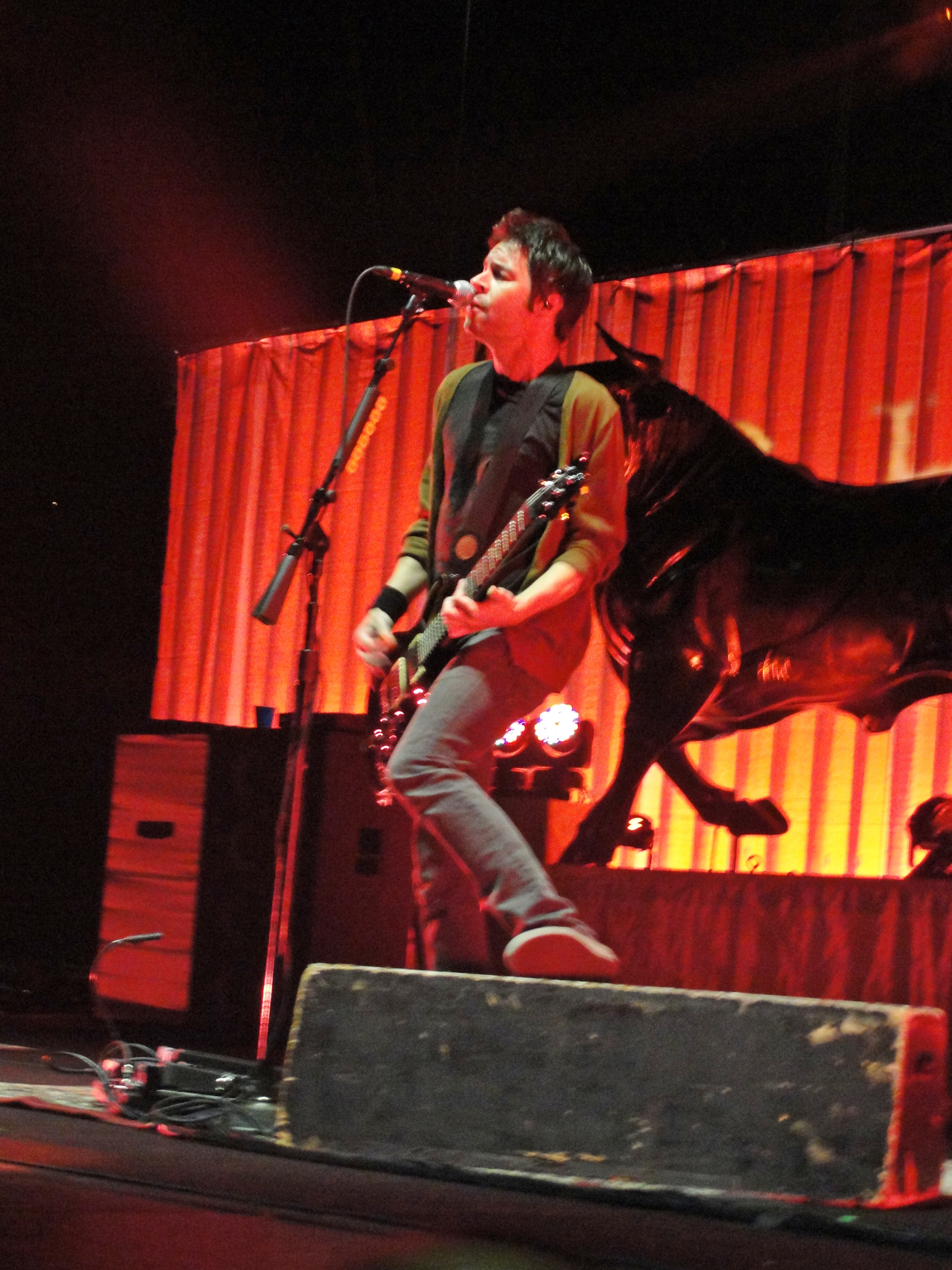
Живое выступление Пита Лоффлера во время тура Carnival of Madness в 2012 году на арене Laredo Energy Arena

Первый сингл «Face to the Floor» был выпущен 10 октября 2011 года. 16 февраля 2012 года Chevelle официально объявили, что вторым синглом с альбома станет «Hats Off to the Bull».. 29 ноября 2011 года состоялась премьера альбома в журнале Revolver. 30 ноября 2011 года состоялась премьера «Same Old Trip» в Noisecreep. Альбом был выпущен 6 декабря 2011 года.

## Отзывы критиков
| Оценки критиков | Оценки критиков |
| Источник        | Оценка          |
| --------------- | --------------- |
| AllMusic        | [ 16 ]          |
| The A.V. Club   | C−              |
| Loudwire        | [ 18 ]          |
| PopMatters      | 7/10            |
| Sputnikmusic    | 3.0/5           |
| Ultimate Guitar | 7.3/10          |

Альбом Hats Off to the Bull получил в целом положительные отзывы критиков. Обозреватель AllMusic Грегори Хини сказал: «Тяжёлый и драматичный, альбом наполнен напряжёнными, мускулистыми риффами, что придаёт альбому контролируемое ощущение скорее медленного горения, чем взрывного, катарсического высвобождения».
Рецензент PopMatters Пит Криглер сказал: «На Hats Off to the Bull, шестом альбоме Chevelle, они возвращаются к своим корням с удивительно тяжёлым первым синглом „Face to the Floor“, который уже стал одним из их самых больших хитов. Построенная на потрясающем рифе, эта песня звучит так же, как Chevelle в 2002 году, и в наши дни это вполне приемлемо для прослушивания».
Рецензент Sputnikmusic Ксенофан сказал: «Hats Off to the Bull, как и все записи Chevelle, — это по-настоящему крепкий альбом, если такой вообще когда-либо существовал. Он начинается с мощной композиции „Face to the Floor“ и в основном сохраняет накал. Шестой полноценный альбом Chevelle — это хорошо спродюсированный и в целом очень приятный рок-альбом. Однако в их формуле начинает проявляться возраст группы, из-за чего кажется, что Hats Off to the Bull прошли по очень, очень извилистому пути».

## Список композиций
Все тексты написаны Питом Лоффлером, вся музыка написана группой Chevelle.
| №                   | Название               | Длительность |
| ------------------- | ---------------------- | ------------ |
| 1.                  | «Face to the Floor»    | 3:38         |
| 2.                  | «Same Old Trip»        | 3:09         |
| 3.                  | «Ruse»                 | 4:39         |
| 4.                  | «The Meddler»          | 4:13         |
| 5.                  | «Piñata»               | 3:54         |
| 6.                  | «Envy»                 | 4:19         |
| 7.                  | «Hats Off to the Bull» | 3:55         |
| 8.                  | «Arise»                | 4:25         |
| 9.                  | «Revenge»              | 3:30         |
| 10.                 | «Prima Donna»          | 3:40         |
| 11.                 | «Clones»               | 3:27         |
| Общая длительность: | Общая длительность:    | 42:54        |

| №                   | Название            | Длительность |
| ------------------- | ------------------- | ------------ |
| 12.                 | «Indifference»      | 2:09         |
| Общая длительность: | Общая длительность: | 44:58        |

| №                   | Название                            | Длительность |
| ------------------- | ----------------------------------- | ------------ |
| 12.                 | «Glimpse of the Con»                | 5:59         |
| 13.                 | «Still Running (Live at the Metro)» | 3:50         |
| Общая длительность: | Общая длительность:                 | 52:38        |

## Участники записи
| Chevelle - Пит Лоффлер — вокал, гитара - Дин Бернардини — бас-гитара, орган (в песнях «Envy» и «Prima Donna»), барабаны (в песне «Envy») - Сэм Лоффлер — барабаны Приглашённые музыканты - Натали Бернардини — бэк-вокал (в песне «Same Old Trip») | Производственный персонал - Джо Баррези — продюсер, звукоинженер, сведение - группа Chevelle — сопродюсеры - Джун Муракава — ассистент звукоинженера - Тед Дженсен — мастеринг - Дэйв Коллинз — мастеринг Художественное оформление - Уильям Альберт Аллард — обложка альбома, фотограф - Макс Хсу — фотограф - Жаннет Качоровски — креативный директор, дизайн - Шери Ли — креативный директор, дизайн |

## Чарты
| Чарт (2011 г.)                         | Позиция в чарте |
| -------------------------------------- | --------------- |
| США (Billboard 200)                    | 20              |
| США (Billboard Top Alternative Albums) | 5               |
| США (Billboard Digital Albums)         | 7               |
| США (Billboard Top Hard Rock Albums)   | 3               |
| США (Billboard Top Rock Albums)        | 5               |
| США (Billboard Top Tastemaker Albums)  | 15              |

| Чарт (2012 г.)                 | Позиция в чарте |
| ------------------------------ | --------------- |
| US Billboard 200               | 173             |
| US Top Rock Albums (Billboard) | 50              |